# Centrum občanského vzdělávání
Centrum občanského vzdělávání (COV) je analyticko-aplikační pracoviště při Katedře studií občanské společnosti Fakulty humanitních studií Univerzity Karlovy v Praze, jehož posláním je poskytovat občanské vzdělávání, tj. zlepšovat orientaci občanů ve veřejném prostoru a podporovat jejich činnost v občanském životě.
Centrum vzniklo v roce 2010 v Brně za podpory Ministerstva školství, mládeže a tělovýchovy jako nezávislé pracoviště Masarykovy univerzity. Do prosince 2012 působilo jako samostatné pracoviště v rámci rektorátu Masarykovy univerzity, od ledna 2013 pak jako součást Univerzitního centra Telč. V roce 2014 se přesunulo do Prahy.